# Archipel de Sundom
Pour les articles homonymes, voir Sundom.
L'archipel de Sundom (finnois : Sundomin saaristo) est un quartier de Vaasa en Finlande.

## Présentation
L'archipel de Sundom est l'archipel du village de Sundom à Vaasa.
Il fait partie de l'archipel de Vaasa. 
Administrativement, l'archipel de Sundom est un quartier du district de Sundom. 
L'archipel de Sundom compte huit habitants (2015) et un important établissement de loisirs.